# M46 Patton
M46 byl americký střední tank navržený jako náhrada za typy M26 Pershing a M4 Sherman. Šlo o jeden z hlavních středních tanků americké armády z prvních let studené války. Ve službě byl od roku 1949 do poloviny padesátých let. Spojenci Spojených států za studené války používán příliš nebyl, bojoval převážně jen v Korejské válce a k vývozu došlo jen do Belgie a to jen v malém množství pro posádky, které se cvičily pro následující typ M47 Patton. Pro tyto účely se tank používal i ve Francii a Itálii.
M46 byl první z tanků, který dostal jméno po generálu Pattonovi, veliteli americké třetí armády během druhé světové války a jednoho z prvních amerických velitelů, který prosazoval tanky pro použití v bitvě.